# Піркуші
Піркуші («сумрачнолиций»; (груз. პირქუში)) — в грузинській міфології — божественний коваль.
На думку дослідників, ім'я та епітет «вогнепламенний» вказують на зв'язок Піркуші з хтоничними силами (девами, каджі та ін.). Згідно з переказами, Піркуші був захоплений девами в полон. Він кував для них зброю, золоті та срібні речі. З полону коваля виручив Іахсарі з умовою виготовити йому дзвін.